# Papa Dionisio
Dionisio o Dionigi (... – 26 dicembre 268) è stato il 25º papa della Chiesa cattolica, che lo venera come santo. Fu papa dal 22 luglio 259 al 26 dicembre 268.

## Biografia
Durante il pontificato di papa Stefano I (254-257) sembra che Dionisio fosse un presbitero della Chiesa di Roma e come tale prese parte nella controversia sulla validità del battesimo dei lapsi (sorta già durante il pontificato di papa Cornelio). Questo fatto spinse Dionisio, Patriarca di Alessandria d'Egitto, a scrivergli una lettera sull'argomento, nella quale viene descritto come uomo eccellente e dotto (Eusebio di Cesarea, Historia ecclesiastica, VII, 7). La questione venne comunque definitivamente chiusa, con l'affermazione della posizione della Chiesa di Roma.
Dopo il martirio di papa Sisto II (6 agosto 258) la sede di Roma rimase vacante per quasi un anno a causa della violenza della persecuzione che rendeva impossibile eleggere un nuovo vescovo. A Dionisio, che fu elevato all'ufficio di vescovo di Roma (22 luglio 259) solo quando, essendo l'imperatore Valeriano occupato in altre questioni, la persecuzione iniziò a perdere di vigore, toccò il compito di riorganizzarne la chiesa, che era caduta in grave disordine. Alcuni mesi più tardi il nuovo imperatore Gallieno pubblicò il suo editto di tolleranza che fece terminare la persecuzione e diede un assetto legale alla Chiesa (Eusebio, Historia ecclesiastica, VII, 13). In questo modo, la Chiesa di Roma rientrò in possesso dei suoi luoghi di culto, dei suoi cimiteri, e delle altre proprietà, e Dionisio fu in grado di rimettere ordine nella sua amministrazione. Tra l'altro, seguendo le antiche tradizioni della Chiesa romana Dionisio estese le sue cure anche ai fedeli di terre distanti. Quando i Cristiani di Cappadocia erano in grande angoscia per le incursioni dei Goti, il papa indirizzò una lettera consolatoria alla Chiesa di Cesarea e spedì una ingente somma di denaro per riscattare i Cristiani che erano stati presi in ostaggio (San Basilio Magno, Epistole lxx, ed. Garnier) e per incentivare la ricostruzione dei molti luoghi di culto andati distrutti.
In quegli anni presero forma nuove controversie teologiche, tra le quali il Sabellianismo, che poneva forti dubbi sulla questione della Trinità. Un concilio indetto a Roma nel 262 definì la dottrina della Trinità e dichiarò eretica la posizione di Sabellio. Furono inoltre rifiutate le false opinioni di coloro che, come i Marcioniti, in modo analogo separavano la Trinità in tre esseri completamente distinti o che consideravano il Figlio di Dio come un essere "creato", anziché "generato" come dichiaravano le Sacre scritture. A margine di questa questione era sorto anche il caso del vescovo di Alessandria Dionisio il quale, pur avendo preso posizione in favore del riconoscimento della Trinità, si era espresso in termini tutt'altro che ortodossi riguardo al Logos e alla sua relazione con Dio Padre. Papa Dionisio lo convocò a Roma, invitandolo a spiegare il suo punto di vista, cosa che Dionisio di Alessandria fece con il suo "Apologia" (Sant'Atanasio di Alessandria, De sententia Dionysii, V, 13, De decretis Nicaenae synodi, XXVI).
Un'altra questione spinosa riguardò il vescovo di Antiochia Paolo di Samosata, al quale la regina di Palmira, Zenobia, aveva affidato il governo della città, oltre alla cura degli affari spirituali. Per sdebitarsi con la regina, il vescovo assecondò le sue pretese in materia teologica, promulgando l'idea di un Cristo divenuto gradualmente Dio e per adozione da parte del Padre. Tre sinodi indetti ad Antiochia tra il 264 e il 268 non furono in grado di dichiarare eretico Paolo, che presentò sempre argomenti a sua discolpa. Ci riuscì il sacerdote e retore Malchione, che ne ottenne dunque la scomunica e la sostituzione con Domno. Il Sinodo che depose Paolo di Samosata inviò una lettera a papa Dionisio ed a Massimo, vescovo di Alessandria, per renderli edotti sui suoi lavori (Eusebio, Historia ecclesiastica, VII, 30). Ma nel frattempo papa Dionisio era morto.
Morì il 26 dicembre 268 e fu sepolto nella cripta papale delle catacombe di Callisto.

## Culto
Nell'iconografia viene ritratto in abiti papali con un libro.
Dal Martirologio Romano: